# あだち勉
あだち 勉（あだち つとむ、1947年〈昭和22年〉8月1日 - 2004年〈平成16年〉6月18日）は、日本の漫画家。群馬県伊勢崎市出身。本名は安達 勉（読み同じ）。当初のペンネームはあだちつとむ。『タッチ』の作者であるあだち充は実弟。

## 来歴
10代の頃より貸本漫画誌の読者コーナーに投稿を始める。才能が認められ、高校生で東京漫画出版社『新爆笑ブック』や日の丸文庫『QP』に執筆するなど、貸本漫画家としてデビューする。高校卒業後に上京、広告会社でデザイナーとして働くが、プロを目指して漫画家としての活動を再開。集英社『少年ブック』の新人漫画賞をきっかけに、大手出版各社で読み切りや短期連載を行う。
1971年、『週刊少年サンデー』に短期連載された『タマガワ君』を見た赤塚不二夫から絵の上手さを認められ、以前から担当であった武居俊樹を介してアシスタントに誘われ、フジオ・プロダクションに参加。高井研一郎や古谷三敏がフジオ・プロにあまり関われなくなった穴を埋めるように、作画の要である下絵チーフを任された。これに初期からのアシスタントであった北見けんいちを加えて赤塚門下四天王と称される。また、フジオ・プロの漫画制作システムの中枢であった「アイデア会議」にも参加するようになった。
1981年頃、フジオプロを退職し、『みゆき』でブレイクしつつあった弟のマネージャー兼アシスタントを務める。翌1982年には、ペンネームをあだちつとむからあだち勉に改めている。1984年頃には、片手間に新所沢で書店「タンデム1」を経営し、日本初の「日曜漫画家」を自称する。また、フジオ・プロ退職後も客分扱いでアシスタントを務めており、1998年には赤塚と共に立川談志家元の落語立川流に門下生として入門を許され、「立川雀鬼」を名乗る。1996年発表の赤塚不二夫『シェー教の崩壊』制作で歴代アシスタントが集まった際には、チーフを務めた。
2004年6月18日、胃癌のため死去。56歳没。入院先は、赤塚が先に入院していた順天堂大学医学部附属順天堂医院であった。

## 人物
弟・あだち充の才能を見抜き、反対する両親を説得し、漫画家にするために上京させた。2人は兄弟仲がよく、あだち充は「バカあんちゃん」として慕っていた。あだち充の『タッチ』における愚兄賢弟の設定は、あだち兄弟の漫画家関係を反映したという見方も存在する。
根アカな性格から、ギャグ漫画を体現した人物と言われた。「飲む、打つ、買う」の三拍子揃った遊び人であり、麻雀が非常に強く、赤塚もあだちから麻雀を教わったと語っている。安達家では兄弟ともに子供の頃から麻雀を仕込まれており、二人ともに若くして相当なキャリアだった。雀荘で雀ゴロのような生活をしていた時期もあったようで、初心者相手にイカサマや点数ごまかしなども平気でやったと語られている。
フジオ・プロ入社後は「先生と呼ばれるのは赤塚先生だけなんだよ！」と「あだち先生」と呼ばれるのを否定し、弟子筋や後輩にあたる漫画家（ありま猛、小野新二、てらしまけいじ他）からはいつしか「おじさん」と呼ばれるようになっていた。
赤塚不二夫のチーフアシスタントや弟のマネージャーを務めながら、『中一コース』などで独自の仕事を密かにこなし、1987年ごろまで月刊連載を抱えていた。
あだちを弟子として可愛がっていた赤塚不二夫は、フジオプロを辞して弟のマネージャーに転身する際、再考を求めたほどであった。折角の高い画力を持っているのだから、辞めるのなら再度一本立ちをして欲しいと願っていたが、結局、そのまま裏方を全うした。
基本的に赤塚不二夫風の頭身の低いギャグタッチを得意としていたが、劇画調の画風にも長けており、美人女性や美形の男性を描く際にはあだち充似の画風にしたりするなど、幅広い絵柄を使い分ける技量があった。
その性格から、弟子のありま猛の作品『連ちゃんパパ』の主人公・日之本進のモデルとなる。ありまは後にあだち充の協力を得て、勉の破天荒なエピソードを中心に描いた評伝漫画『あだち勉物語 〜あだち充を漫画家にした男〜』を連載した。

## 作品
- わんぱく1ちゃん（『少年ブック』1969年3月号） - 貸本系出版社ではない大手出版社からのデビュー作。
- クフ王の墓（『週刊少年サンデー』1970年8月23日号増刊『銭ゲバ』特集号） - 山上たつひこ原案のSFギャグ作品。目次では本名をもじった「足立勉」名義だが、本編の表紙では「こまば吐夢」名義になっている。
- あばれ!!半平太参上（『デラックス少年サンデー』1970年12月号 - 1971年3月号連載） - 相良俊輔原作のストーリー漫画。当時流行していた番長もの。『あだち勉物語 〜あだち充を漫画家にした男〜』では「連載開始時は劇画タッチで描かれていたが、第2話にして描くのが楽なギャグ漫画調にしてしまい、そのまま打ち切りになった」と記されているが、実際は第4話まで掲載されており、打ち切り理由も『デラックス少年サンデー』の休刊によるものだった[13]。また、第1話が掲載された1970年12月号には弟・充のデビュー作『消えた爆音』も掲載されており、表紙にも両者の作品カットが大きく載っている。
- 豪太がいく（『週刊少年キング』1971年2号 - 11号連載） - 初の週刊連載。
- タマガワ君（『週刊少年サンデー』1971年23号 - 32号連載） - 巨人の二軍選手であるタマガワ君の野球生活を描いた野球ギャグ漫画。あだち充に描かせた機関車の絵が有名。
- ズッコケ飛っ太（『中二コース』1972年4月号 - 1973年3月号連載） - 『タマガワ君』のファンだった担当編集者からの依頼で描いた、巨人の選手を主人公とした野球ギャグ漫画[1]。当時の野球選手が実名で登場し、主人公に『レッツラゴン』ばりの下ネタやパワハラを行っている。
- おいらチョー助（『中一コース』1973年連載）[1]
- ハッスルパンチくん（『中二コース』1973年連載） - 学園ギャグ漫画[1]。
- 二軍の3ちゃん（『中一コース』1974年連載） - 『タマガワ君』『ズッコケ飛っ太』の流れを汲む野球ギャグ。翌年以降も、以下「二軍の○○」シリーズとして継続[1]。
- 二軍のドンケツくん（『中一コース』1975年連載）[1]
- 二軍の星ヘーマくん（『中一コース』1976年連載）[1]
- 二軍の星ハンパくん（『中一コース』1977年 - 1978年、1981年 - 1987年3月号連載）[1]
- 花のリーゼン党（『中二コース』1977年連載）[1]
- タッグでGOよ！（『中二コース』1977年連載） - ビューティ・ペアをオマージュしたキャラが登場する学園ギャグ[1]。
- 二軍の星ありゃまクン（『中一コース』1979年 - 1980年連載）[1]
- ポリスロボ ガッパル（『少年ポピー』1980年 - 1981年連載）[1]
- 実録あだち充物語（『少年ビッグコミック増刊』1982年8月増刊号 - 1984年4月増刊号連載、単行本：少年ビッグコミックス、全1巻） - 『タッチ』『みゆき』のヒットで大成した弟について兄の視点から描いた作品。
- ロックマン（『別冊コロコロコミックスペシャル』No.34/1990年6月1日号) - カプコンのファミコンゲーム『ロックマン』をコミカライズした読み切りギャグ漫画。

## 師匠
- 赤塚不二夫
- 立川談志 - 赤塚と共に入門

## 弟子
- ありま猛 - 『あだち勉物語 〜あだち充を漫画家にした男〜』を連載（前述）。
- 小野新二 - 後に充のアシスタントを務めた。